# Museu Picasso (Paris)
O Museu Picasso é um museu parisiense, consagrado à obra de Pablo Picasso. Fundado em 1985 no Hôtel Salé, um hôtel particulier de Marais, no 3.º arrondissement. Possui diversas obras do pintor, porém não tanto conhecidas, já que o museu é considerado novo, e sem grandes investimentos. Em 2012, foi aprovado um certificado de museu oficial de arte do estado parisiense.